# Źródło Aretuzy
Źródło Aretuzy (wł. Fonte Aretusa, gr. Ἀρέθουσα) – naturalne źródło na wyspie Ortygia w historycznym centrum miasta Syrakuzy na Sycylii. Według mitologii greckiej to źródło ze słodką wodą jest miejscem, w którym nimfa Aretuza, uciekając przed niechcianą miłością boga Alfejosa zamieniła się w źródło tuż przy brzegu morza.

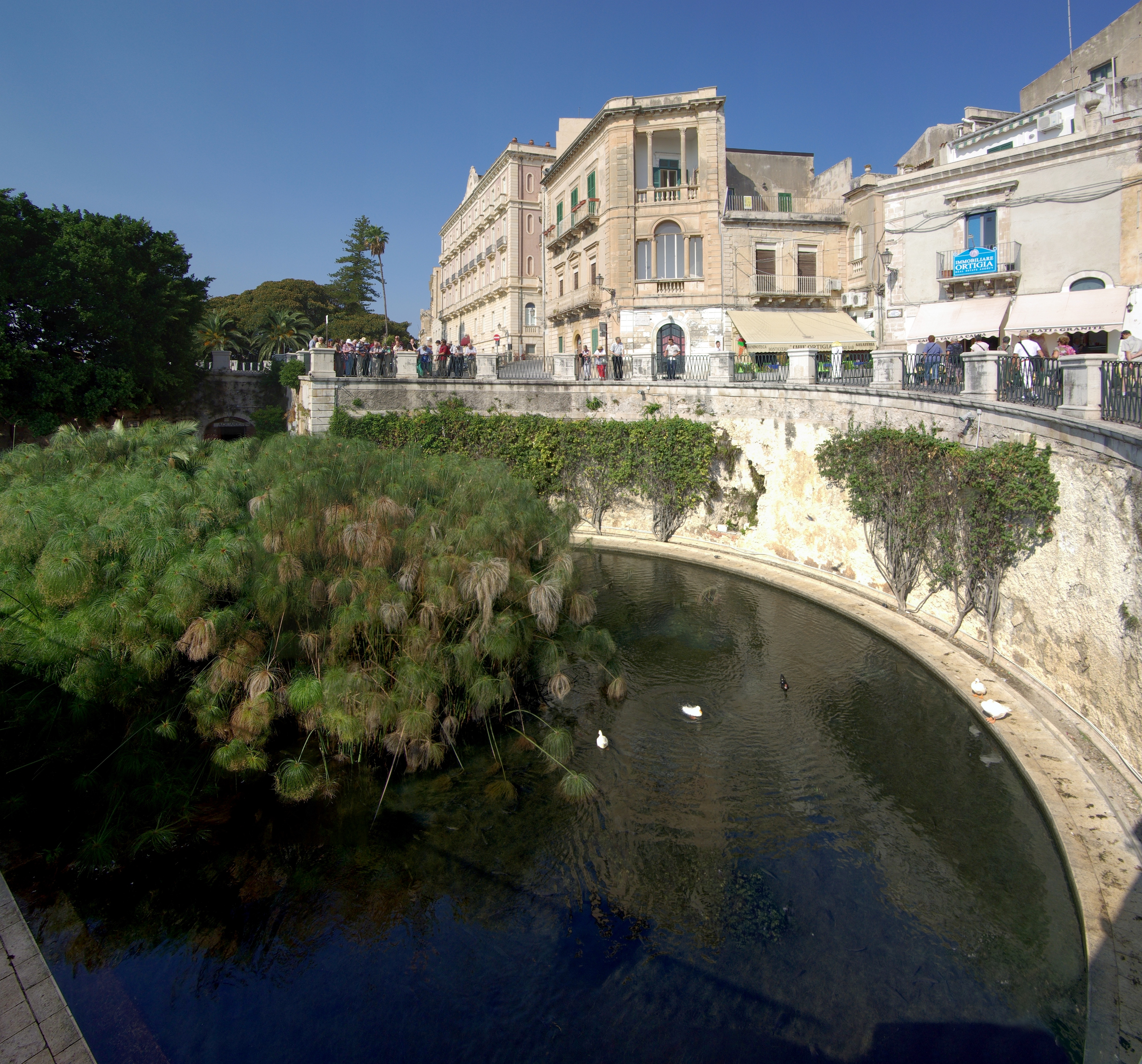
Źródło Aretuzy

Jest to jedno z trzech miejsc na Sycylii (i w Europie) gdzie rośnie papirus. Półokrągły basen, otaczający źródło, wybudowano w 1843 r.
Źródło opisane jest w wielu dziełach literackich, pisali o nim na przykład: John Milton (elegia Lycidas), Aleksander Pope (satyra Dunciad), William Wordsworth (wiersz Preludium), Jarosław Iwaszkiewicz (Książka o Sycylii).